# جيل سينجر
جيل سينجر (بالإنجليزية: Jill Singer)‏ هي صحفية وكاتبة العمود ومقدمة تلفزيونية أسترالية، ولدت في 1957 في Korumburra ‏ في أستراليا، وتوفيت في 8 يونيو 2017.

## وصلات خارجية
- جيل سينجر على موقع IMDb (الإنجليزية)